# Franz Xaver Nagl

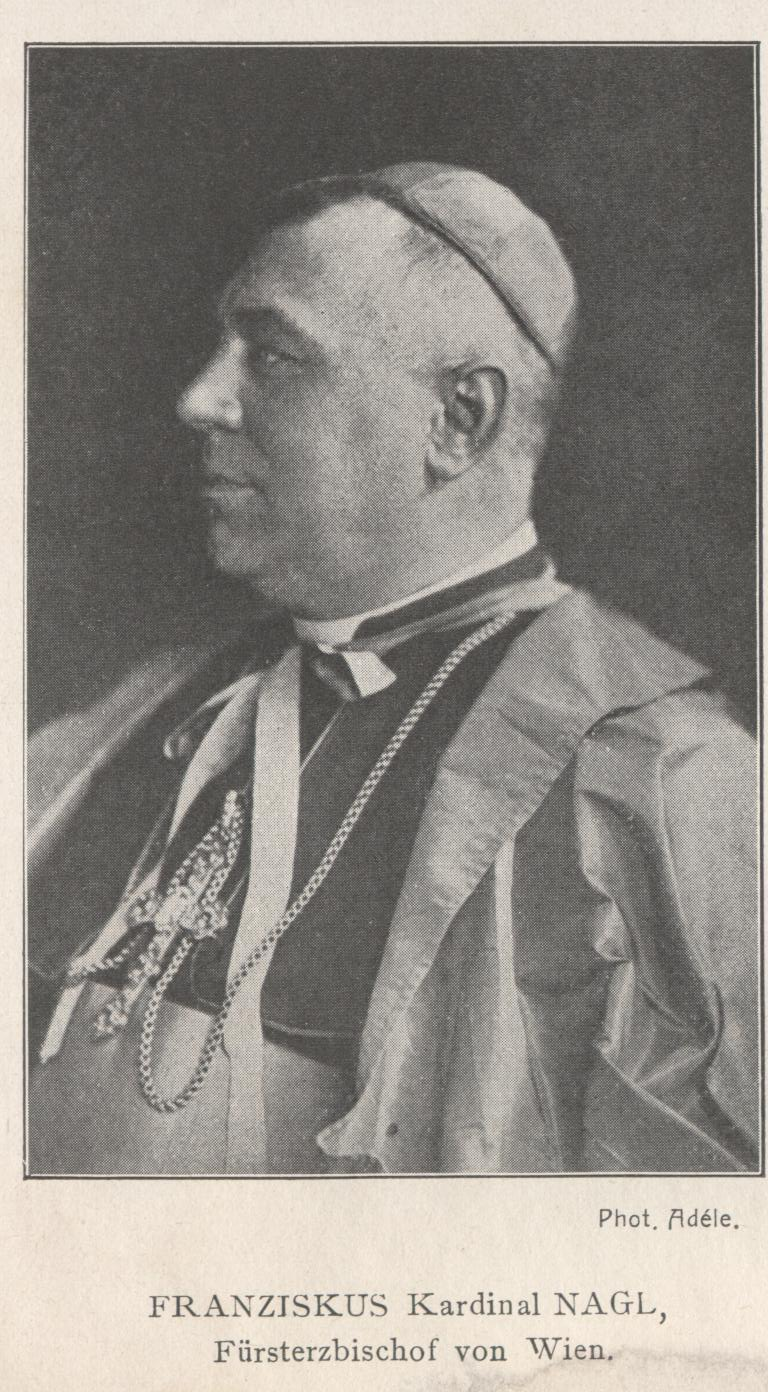
Fürsterzbischof Kardinal Nagl, Wien. Foto aus der Festschrift zum XXIII. Internationalen Eucharistischen Kongress, Wien 1912.

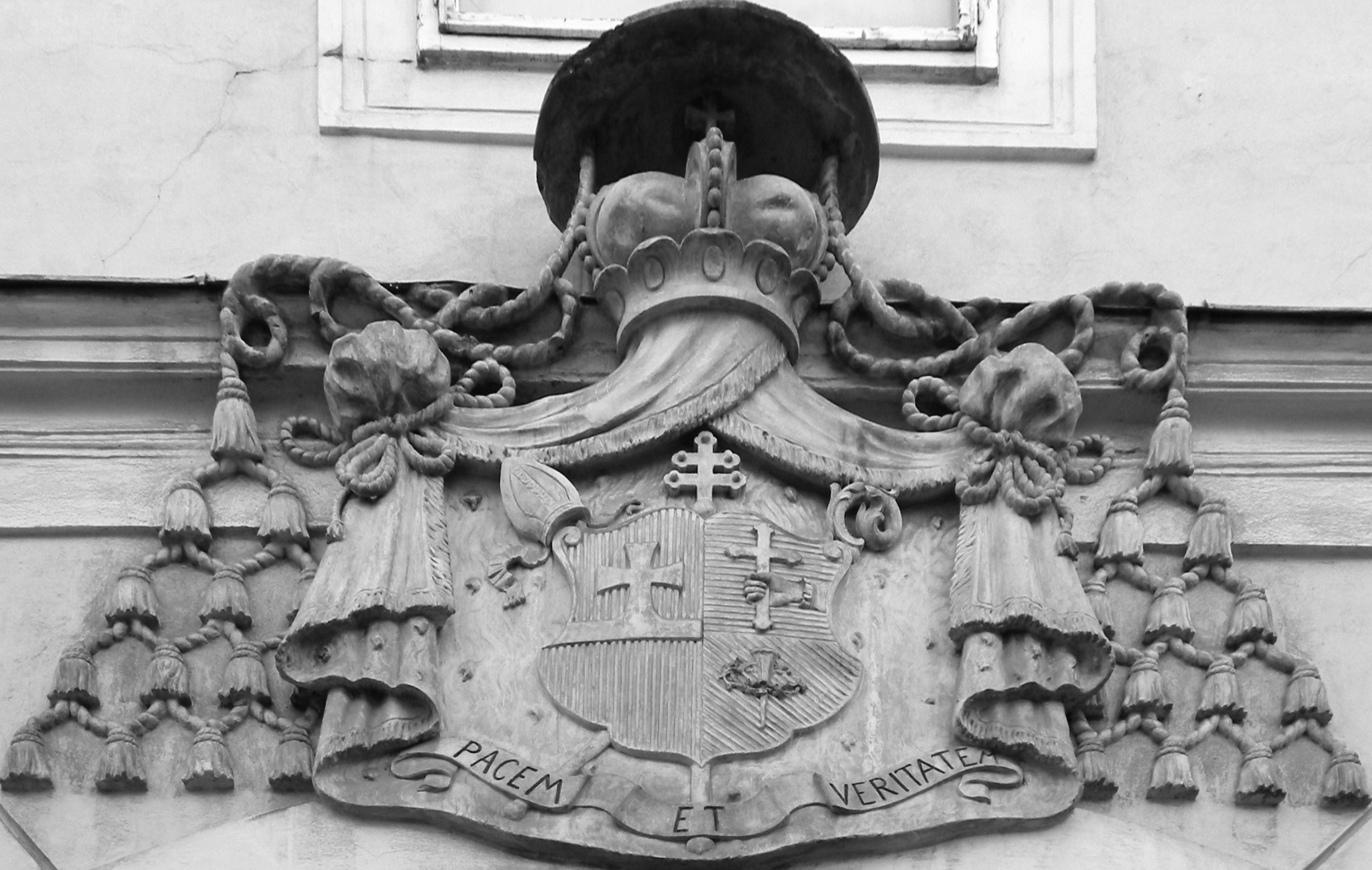
Kardinalswappen Nagls am Priesterseminar in der Boltzmanngasse 9, Wien

Franz Xaver (Maria) Kardinal Nagl, getauft als Franz Leopold, (* 26. November 1855 in Wien-Landstraße; † 4. Februar 1913 in Wien) war ein römisch-katholischer Priester und von 1911 bis 1913 Erzbischof der Erzdiözese Wien.

## Leben
Franz Xaver Maria Nagl empfing am 14. Juli 1878 das Sakrament der Priesterweihe. Anschließend war er Kaplan in Amstetten. Später studierte er im Frintaneum in Wien und in Rom, wo er ab 1882 im Priesterkolleg Santa Maria dell’ Anima lebte. Er schloss das Studium 1883 mit dem Doktorat der Theologie ab. Danach war er zwei Jahre lang Professor am Priesterseminar in St. Pölten und wurde dann als Hofkaplan an die k.u.k. Hof- und Burgpfarre nach Wien berufen. Ab 1887 war er Spiritualrektor am Frintaneum, ab 14. März 1889 Rektor des Priesterkollegs Santa Maria dell’Anima in Rom.
Am 26. März 1902 wurde er zum Bischof von Bistum Triest-Capo d’Istria ernannt. Die Bischofsweihe spendete ihm am 15. Juni 1902 in der Kirche Santa Maria dell’Anima in Rom Kardinal Gaetano Aloisi Masella, Mitkonsekratoren waren Felix Marie de Neckere, Sekretär der Dombauhütte von St. Peter, und Giustino Adami, Titularerzbischof von Caesarea Ponti.
Am 1. Jänner 1910 wurde Franz Xaver Nagl zum Titularerzbischof von Tyrus und Koadjutorerzbischof der Erzdiözese Wien mit dem Recht der Nachfolge für den fast blinden und tauben Kardinal Anton Joseph Gruscha ernannt. Am 5. August 1911 starb Gruscha und Nagl folgte ihm als Erzbischof von Wien nach. Am 27. November 1911 wurde er als Kardinalpriester mit der Titelkirche San Marco in das Kardinalskollegium aufgenommen.
Er veranlasste den Umbau und die Erweiterung eines ehemaligen Waisenhauses in der Boltzmanngasse im 9. Wiener Gemeindebezirk Alsergrund, in dem ab 1914 (nach Nagls Tod) das Wiener Priesterseminar untergebracht wurde. Er war Ehrenmitglied der katholischen Studentenverbindungen KÖStV Aargau Wien, KÖStV Rudolfina Wien und KÖStV Austria Wien.
Sein Grab befindet sich in der Bischofsgruft des Wiener Stephansdoms. Der Kardinal-Nagl-Platz im 3. Wiener Gemeindebezirk Landstraße, der dortige Kardinal-Nagl-Park und die U-Bahn-Station Kardinal-Nagl-Platz der Linie U3 sind nach ihm benannt.